# کد آبی
کد آبی (انگلیسی: Code Blue) فیلمی در ژانر درام به کارگردانی اورشولا آنتونیاک است که در سال ۲۰۱۱ منتشر شد.